# Галијула
Галијула је ненасељено острвце у југозападном делу Јадранског мора и припада Хрватској. Острвце Галијула је удаљено 3 наутичке миље од острва Палагружа. Површина острва износи 0,003 км², дугачко је 0,1 km, а дужина обалске линије износи 0,3 km. Највиши врх острва има 11 метара.
Острво је окружено бројним плићацима, пећинама и подводним стенама па је поморцима прилаз отежан. Најлакше му је прићи по југозападној стани. Изложено је ветровима са свих страна па није погодно за сидрње у времем лошег времена. На Глијули су измерени највиши таласи у Јарданском мору, који су достизали висину од 10 метара.
Југозападно од острва је плићак „Пупак“ и тамо се налази потонули пароброд. У акваторији Галијуле налази се и потонула средњовековна галија.
Јужна тачка Галијуле је најјужнија тачка Хрватске.